# 리오단 행렬
리오단 행렬(Riordan matrix)은 무한 하 삼각행렬이며, 2개의 형식적 멱급수로 구성할 수 있는 리오단 어레이(Riordan array)로 표현될 수 있다.
리오단 행렬은 뤼카 수열을 표현할 수 있으며, 스티븐스 상수와도 상관 관계를 갖는 행렬이다.

## 같이 보기
- 뤼카 수열
- 피보나치 수열
- 스티븐스 상수

## 참고
- OEIS
- OEIS
- (OEIS)A112468,A125906,A097805,A109466
- OEIS
- Binary strings without zigzags Emanuele Munarini - Norma Zagaglia Salvi-S´eminaire Lotharingien de Combinatoire 49 (2004), Article B49h